# Coelotanypus amoensis
Coelotanypus amoensis är en tvåvingeart som beskrevs av Roback 1963. Coelotanypus amoensis ingår i släktet Coelotanypus och familjen fjädermyggor. Inga underarter finns listade i Catalogue of Life.